# 林雪麗
林雪麗，JP（1968年8月21日—），出生於香港，香港政府官員，現任民政及青年事務局常任秘書長。

## 履歷
林雪麗在1990年毕业于香港中文大學政治與行政學系，后随即加入香港政府政務職系，曾在前運輸科、前政務總署、前區域市政總署、前規劃環境地政科、前運輸局、財經事務及庫務局等多個決策局及部門服務。

### 兩度駐歐
在2005年及2006年期間，擔任香港駐布魯塞爾經濟貿易辦事處副代表的林雪麗曾在德國杜塞爾多夫和意大利佛羅倫斯，介紹香港的營商環境及商機。 完成在歐洲的工作後，林雪麗回港於食物及衞生局任職，並在2010年10月出任為公務員事務局副秘書長，期間在2011年4月獲晉升為首長級乙級政務官。
2013年5月，林雪麗被委派為海事處副處長（特別職務）， 至2015年10月5日重返布魯塞爾，擔任香港駐歐洲聯盟特派代表，期間多次陪同行政長官林鄭月娥、財政司司長陳茂波、律政司司長鄭若驊、勞工及福利局局長羅致光等政府高層官員訪問歐洲。在2017年林鄭月娥訪英期間，林雪麗更代表香港特區政府與英國政府簽訂「金融科技橋樑」協議，推動金融創新方面的合作。 在駐歐期間，她在2017年4月獲晉升為首長級乙一級政務官。

### 執掌一面
在2019年9月，林雪麗回港出任行政長官辦公室常任秘書長，並在2021年4月獲晉升為首長級甲級政務官。 她在2022年7月1日出任新成立的民政及青年事務局之常任秘書長。
林雪麗在2023年5月率領特區政府代表團到瑞士日內瓦出席聯合國消除對婦女歧視委員會會議，在會議開場發言中駁斥警方再2019年反修例風波中干犯「基於性別的暴力行為」的說法，以及駁斥《香港國安法》干預婦女政治權利的說法。

## 榮譽

### 殊勳
- 官守太平紳士（J.P.）（2011年7月1日－）[17]

## 外部連結
| 政府职务                               | 政府职务                                                            | 政府职务      |
| -------------------------------------- | ------------------------------------------------------------------- | ------------- |
| 前任： 黃智祖 （民政事務局常任秘書長） | 民政及青年事務局常任秘書長 2022年7月1日—                            | 現任          |
| 前任： 丁葉燕薇                        | 香港特別行政區行政長官辦公室常任秘書長 · 2019年9月2日-2022年6月30日 | 繼任： 鄭鍾偉 |
| 前任： 黎蕙明                          | 香港駐歐洲聯盟特派代表列表 2015年10月－2019年8月                    | 繼任： 張國財 |